# Oasis
Gli Oasis sono un gruppo rock britannico formatosi a Manchester nel 1991, attivo fino al 2009 e poi di nuovo dal 2024.
Tra le band più note e di successo nella storia del rock e, in particolare, del Britpop, movimento di cui figurano tra i pionieri, gli Oasis sono il gruppo britannico di maggiore impatto dagli anni Novanta. Hanno pubblicato in totale 11 album e si stima che abbiano venduto oltre 70 milioni di dischi, di cui 18 nel solo 1996. Vantano 8 singoli piazzatisi al primo posto della classifica del Regno Unito, 22 singoli consecutivi entrati nella top 10 inglese e hanno raccolto 15 NME Awards, 6 Brit Awards, 9 Q Awards e 4 MTV Europe Music Awards. Nell'agosto del 1996 tennero a Knebworth Park uno dei più grandi concerti all'aperto mai realizzati nel Regno Unito: l'evento fu seguito complessivamente da 250 000 spettatori (i biglietti andarono esauriti in 2 giorni), con una richiesta di tagliandi superiore a 2,6 milioni di persone, pari al 5% della popolazione britannica di allora.
Guidato dal chitarrista, cantante, compositore e autore Noel Gallagher e dal fratello Liam Gallagher, cantante, frontman e in seguito anche compositore e autore di alcuni brani, quello degli Oasis è uno dei gruppi che hanno avuto maggiore successo e influenza nella società britannica e nel mondo tra quelli nati negli anni novanta nell'ambito del movimento Britpop, fino ad assurgere a fenomeno di costume. La loro musica, a metà tra il rock anni settanta e il rock and roll, al tempo stesso ruvida e melodica, ha saputo dare un nuovo significato al termine Britpop, mentre i loro continui litigi e il loro atteggiamento talvolta provocatorio e rude sono stati oggetto di un'attenzione crescente da parte dei media.
I fratelli Gallagher sono gli unici membri della formazione originaria che vi hanno fatto parte fino al 2009. Nel 1991 a Manchester si costituirono i Rain, composti da Liam Gallagher (voce), Paul Arthurs (chitarra), Paul McGuigan (basso) e Tony McCarroll (batteria). Poco dopo ai quattro si aggregò Noel (chitarra e seconda voce) e Liam suggerì il nuovo nome. Il gruppo conobbe la fama già con l'album di debutto, Definitely Maybe (1994) che, pubblicato dall'etichetta indipendente Creation Records, propose con forza la band come uno dei gruppi leader della scena indie rock. Con il nuovo batterista Alan White gli Oasis realizzarono il secondo album, (What's the Story) Morning Glory? (1995), che ha venduto 22 milioni di copie in tutto il mondo e che, a differenza dell'album di debutto, sfondò anche negli Stati Uniti. Da quel momento la popolarità del gruppo crebbe notevolmente, fino a far parlare di "Oasis mania".
Il terzo album, Be Here Now (1997), divenne disco record per l'elevatissimo numero di copie vendute in un giorno. Verso la fine del decennio la band visse un periodo di crisi. Due membri storici, Paul "Guigsy" McGuigan e Paul "Bonehead" Arthurs, furono avvicendati da Colin Murray "Gem" Archer e, più tardi, da Andrew "Andy" Piran Bell. Nel 1999 la band tornò in studio per registrare Standing on the Shoulder of Giants che, uscito nel febbraio 2000, presentava un sound più sperimentale e psichedelico. Seguì l'album live Familiar to Millions, che conteneva la registrazione dei due grandi concerti tenuti nel luglio 2000 allo stadio di Wembley, a Londra. Nel 2002 gli Oasis tornarono al suono delle origini con Heathen Chemistry e rividero il successo. Nel 2005 uscì il sesto album, Don't Believe the Truth, registrato insieme al nuovo batterista Zak Starkey. Il disco registrò ottime vendite e riportò gli Oasis in classifica anche negli Stati Uniti, dopo due dischi passati piuttosto inosservati oltreoceano. Nel 2006 uscì Stop the Clocks, il primo best of degli Oasis, che ha venduto 3 milioni di copie nel mondo. Nel 2008 fu pubblicato Dig Out Your Soul, settimo album in studio della band, seguito da un lungo tour mondiale, in cui alla batteria figurava Chris Sharrock.
Il 28 agosto 2009, a tre date dalla conclusione del tour, Noel Gallagher comunicò ufficialmente di aver lasciato la band, dopo aver abbandonato il palco del Rock en Seine a pochi minuti dall'esibizione, segnando così la fine del gruppo. I fratelli Gallagher intrapresero dunque carriere solistiche separate, Liam con i Beady Eye e poi come solista e Noel con i Noel Gallagher's High Flying Birds. Il 27 agosto 2024 il gruppo si è ricongiunto, annunciando per il 2025 un tour partito il 4 luglio.

## Storia
(Noel Gallagher)

### Gli esordi con i Rain eDefinitely Maybe(1991–1994)
Gli Oasis hanno origine a Burnage, quartiere di Manchester, dai Rain, una band formatasi verso la fine degli anni ottanta. Inizialmente il gruppo era composto da Paul McGuigan (detto Guigsy) al basso, da Paul Arthurs (detto Bonehead) alla chitarra, da Tony McCarroll alla batteria, e da Chris Hutton come cantante. Quando questi fu allontanato dalla band, Guigsy chiese al suo compagno di scuola Liam Gallagher di rimpiazzarlo. Liam era il terzo e ultimo figlio di immigrati irlandesi trasferitisi a Manchester, Peggy e Thomas Gallagher. La sua infanzia e quella degli altri due suoi fratelli (Paul e Noel) era stata segnata dalle violenze del padre alcolizzato, che risparmiavano Liam e che avevano profondamente segnato Noel e Paul, provocando anche la loro balbuzie. In una notte del 1984 la madre decise, dunque, di scappare di casa insieme ai figli.
Liam e Noel, più grande del fratello minore di cinque anni, erano stati adolescenti difficili, inclini alla ribellione, alle risse e ai furti. Liam non aveva mai mostrato grande interesse per la musica fino al 1988, quando era rimasto colpito da un concerto degli Stone Roses al quale si era recato insieme a Noel, appassionato di musica e chitarrista. Liam accettò la proposta di "Guigsy" e poco dopo propose di cambiare il nome del gruppo in Oasis, ispirato da un poster appeso ai muri della sua stanza che riportava la scritta "Oasis Leisure Centre in Swindon". Liam lo scelse perché gli piacquero le immagini che evocava. Nel 2016 Liam ha dichiarato che "questo nome continuava a spuntare, così decidemmo di farlo un po' nostro" e che "non sono sicuro si trattasse dell'Oasis di Swindon, ma era presente su un poster degli Inspiral Carpets".
La band provava una volta a settimana, ma stentava a decollare. Secondo Liam il problema erano i testi che venivano scritti da lui e Bonehead e che, per stessa ammissione di Liam, erano davvero mediocri. Serviva qualcuno capace di scrivere bei testi e di lanciare la band. Nell'aprile 1991 il fratello maggiore di Liam, Noel, tornato dagli Stati Uniti dove faceva il roadie per un tour americano degli Inspiral Carpets, seppe dalla madre che il fratello minore era entrato a far parte di una band e il 18 agosto 1991 si presentò al Boardwalk, piccola sala vicina al noto locale notturno The Haçienda, per assistere all'esibizione dei Rain. Conoscendo le qualità del fratello, Liam pensò subito a lui come l'elemento mancante capace di portare in alto il gruppo. Noel, tra l'altro, aveva per altro già maturato una discreta esperienza on the road come tecnico delle chitarre degli Inspiral Carpets durante i tour di questi ultimi in Europa, Giappone e Argentina, ma la sua passione era scrivere canzoni.
Dopo aver assistito all'esibizione Noel riferì apertamente al fratello che la band non gli piaceva affatto e, alla domanda se fosse disposto a far loro da manager, replicò proponendo di entrare a far parte del gruppo, a patto di esserne il leader, l'unico compositore e il chitarrista principale. "Aveva scritto già molte cose" – ricorda Bonehead riguardo a Noel – "Quando abbiamo iniziato facevamo il diavolo a quattro con poche canzoni. Improvvisamente con lui nel gruppo ci furono un sacco di idee". La band era così al completo e il 15 gennaio 1992 si tenne al Boardwalk il primo concerto degli Oasis con Noel.
Con Noel Gallagher l'approccio musicale degli Oasis si indirizzò verso una maggiore semplicità. Arthurs suonava prevalentemente accordi con barré, McGuigan note basse e McCarroll eseguiva ritmi base, mentre gli amplificatori erano predisposti in modo da creare una distorsione. In questo modo gli Oasis forgiarono un suono "privo a tal punto di finezza e complessità da risultare pressoché inarrestabile".

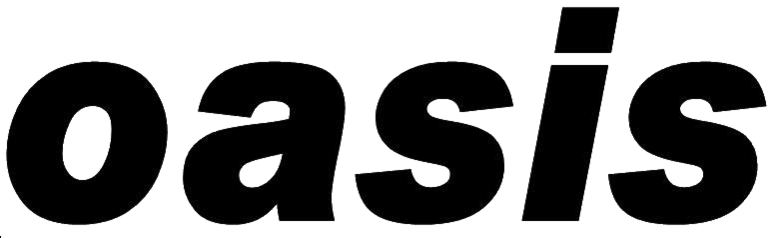
Il logo storico della band, ideato da Brian Cannon

Dopo aver trascorso oltre un anno a esibirsi nei vari locali di Manchester, nel maggio del 1993 la band ebbe finalmente la sua grande occasione. Gli Oasis erano stati invitati da una band chiamata Sister Lovers a suonare al King Tut's Wah Wah Hut Club di Glasgow, in Scozia. Una componente delle Sister Lovers, Debbie Turner, era la ex fidanzata di Alan McGee, produttore discografico della Creation Records, etichetta indipendente minore di proprietà della Sony. Noel e Bonehead raccolsero il denaro necessario, noleggiarono un furgone e partirono insieme agli altri membri del gruppo per un viaggio di sei ore. Inizialmente la loro richiesta di ingresso fu respinta poiché non erano previsti in scaletta. Il rifiuto avrebbe suscitato le ire della band, che si sarebbe fatta largo con le maniere forti (sebbene i componenti del gruppo abbiano fornito versioni contrastanti in merito). Alla fine, in qualche modo, la band riuscì a ottenere uno spazio per suonare quattro brani. La loro esibizione impressionò molto Alan McGee, il quale casualmente si trovava nel locale insieme alla sorella ("decisi di presentarmi lì per innervosire la mia ex").

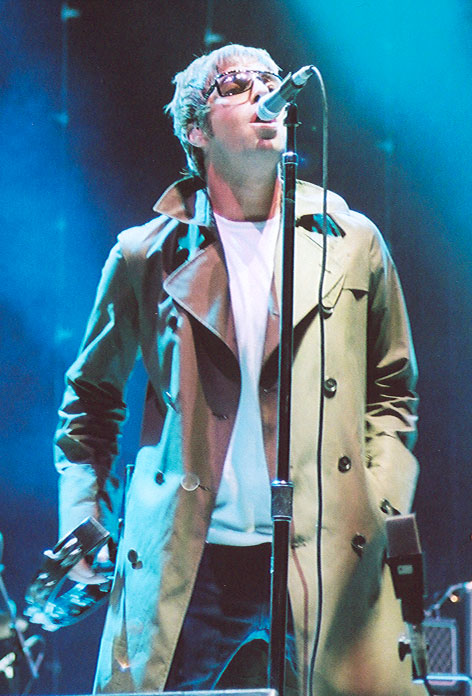
Liam Gallagher in un concerto a San Diego nel 2005

Alla fine dell'esibizione McGee si avvicinò a Noel per domandargli se volesse un contratto discografico e gli chiese una demo con qualche loro canzone. Qualche giorno dopo Noel lo accontentò consegnandogli una cassetta di 35 minuti di nome Live Demonstration, dove comparve per la prima volta quello che sarebbe diventato lo storico logo del gruppo, disegnato per l'occasione da Tony French. I vari demo che componevano la cassetta erano stati registrati negli studi della band Real People, al Pink Museum di Liverpool.
Ascoltata la cassetta, McGee rimase ancora più colpito dalla band e dal suo potenziale, al punto che appena quattro giorni dopo convocò gli Oasis per far firmare loro un contratto discografico. A causa di problemi sorti nella stipula di un contratto valido negli Stati Uniti, gli Oasis finirono poi per firmare un contratto mondiale con la Sony, che a sua volta assegnò gli Oasis alla Creation Records per il Regno Unito. Noel disse a McGee di avere moltissime canzoni già pronte, anche se alcuni anni dopo avrebbe ammesso che in quel momento il repertorio degli Oasis comprendeva soltanto sei brani originali e alcune cover.
Risale al periodo 1992-1993 i cosiddetti Lost Tapes, materiale demo - costituito da vari pezzi e versioni embrionali di canzoni poi pubblicate nei successivi dischi - in cui si sente il forte influsso che gli Stone Roses esercitavano sulla band.
La prima canzone degli Oasis che iniziò a circolare nelle radio fu Columbia, pubblicata come singolo in edizione limitata, nota come "White Label demo". Nel dicembre 1993 la Creation Records distribuì alle radio un 12 pollici contenente la registrazione demo del brano, che fu trasmesso per ben diciannove volte da BBC Radio 1 nelle due settimane successive, evento raro per un brano non ancora lanciato sul mercato.
Il 18 febbraio 1994 gli Oasis presero un traghetto per raggiungere Amsterdam, dove dovevano fare il debutto internazionale dal vivo come spalla del gruppo The Verve. Durante il viaggio Liam e Guigsy si ubriacarono e furono coinvolti in una rissa, facendosi chiudere a chiave nella stiva. Più tardi li raggiunse anche Bonehead, che si era messo a bussare a tutte le cabine, in cerca dei vestiti che - affermava - gli erano stati rubati. La vicenda si concluse con una messa al bando dalla compagnia di navigazione e un espatrio coatto. 
Nell'aprile del 1994 uscirono i primi due singoli, Supersonic e Shakermaker. I due pezzi ebbero un discreto successo, guadagnandosi il passaggio nelle radio ed entrando nella top 40 inglese: il primo fu 31º, mentre il secondo divenne oggetto di una disputa legale con i New Seekers, i quali chiesero un risarcimento danni di 500 000 dollari per plagio. Fu con il terzo singolo, Live Forever, uscito l'8 agosto, che gli Oasis iniziarono a farsi conoscere, entrando per la prima volta nella top 10 dei singoli inglesi, alla posizione numero dieci. Noel Gallagher ha sottolineato come fu proprio Live Forever a imprimere una svolta decisiva alla carriera della band: "Facevamo schifo. Poi scrissi quella canzone e cambiò tutto". L'indomani, 9 agosto, Noel fu colpito da uno spettatore in pieno volto durante un concerto a Newcastle e reagì sfasciandogli la chitarra in testa.
Trascinato dal buon risultato dei singoli, il 30 agosto 1994 uscì l'album di debutto della band, Definitely Maybe, che mescola rock, baggy e punk rock. Il disco andò a collocarsi direttamente alla prima posizione della classifica britannica degli album ed entrò nella storia come album di debutto capace di vendere più copie nel minor tempo, 150 000 nei primi tre giorni. In concomitanza con l'uscita del disco gli Oasis tennero un concerto acustico nel negozio londinese Virgin di Marble Arch, dove fu ospite inatteso Evan Dando, leader dei Lemonheads.
Intanto i litigi e la vita turbolenta dei due fratelli divennero oggetto di attenzione da parte dei media. Il 23 settembre 1994 a Seattle cominciò il primo tour nei piccoli e medi locali degli Stati Uniti. L'esibizione del 29 settembre al Whisky a Go-Go di Los Angeles fu caratterizzata da tensioni. A un fotografo della rivista NME, presenza non gradita, fu ordinato di allontanarsi e il suo tentativo di scattare ugualmente delle foto non fece che inasprire la situazione. Sul palco i cinque, sotto l'effetto di metanfetamine, si trovarono disorientati, dato che le scalette erano tutte diverse e nessuno sapeva quale pezzo avrebbe suonato l'altro.
Alla fine ne eseguirono uno, ma l'esibizione, deludente, suscitò le ire di Liam, che inveì contro il pubblico e litigò con il fratello durante l'esecuzione di I Am the Walrus. Noel abbandonò il palco, lasciando la band e volando a San Francisco senza rilasciare dichiarazioni. In questa occasione cercò rifugio nell'appartamento di Melissa Lim, una fan che aveva conosciuto qualche tempo prima, e scrisse le canzoni Talk Tonight e Half the World Away. La band rischiò di sciogliersi. Lo stesso Noel ricorda come fosse veramente deciso a tornare a casa, ma cambiò idea grazie all'incoraggiamento di Melissa e dopo aver letto, in taxi, l'elenco dei successivi concerti della band in Gran Bretagna riportata sul Melody Maker, anche se fu soprattutto la mediazione di Tim Abbot della Creation Records a convincere Noel a tornare sui suoi passi e a riappacificarsi con il fratello. Il tour poté così ripartire da Minneapolis. A dicembre Liam, ritrovatosi privo di voce sul palco del Barrowlands di Glasgow, spaccò il microfono prima di uscire di scena.
Il 10 ottobre 1994 era uscito Cigarettes & Alcohol, quarto singolo estratto da Definitely Maybe, mentre il 19 dicembre fu la volta di Whatever, che divenne il primo singolo del gruppo a raggiungere la top 5 delle classifiche britanniche, dove entrò direttamente al terzo posto. Il 9 novembre gli Oasis erano stati premiati ai Q Awards come miglior nome nuovo dell'anno.

### (What's the Story) Morning Glory?e l'era Britpop (1995-1996)
Nella primavera del 1995 gli Oasis raggiunsero per la prima volta la vetta della classifica britannica dei singoli con il singolo Some Might Say, che uscì il 24 aprile e inaugurò una striscia di 10 anni di singoli di lancio degli album degli Oasis arrivati al primo posto delle chart. Cinque giorni prima, il batterista Tony McCarroll era stato escluso dal gruppo. McCarroll disse di essere stato "cacciato ingiustamente per via di uno scontro personale" con i fratelli Gallagher, ma Noel motivò l'allontanamento dicendo che la tecnica di Tony era insufficiente per accompagnare le canzoni sempre più mature che egli scriveva. Nel 1997 McCarroll avrebbe fatto causa alla band, chiedendo l'equivalente di 45 miliardi di lire, un quinto dei guadagni del gruppo, e avrebbe ottenuto un risarcimento di 555 000 sterline. Al suo posto subentrò il londinese Alan White, fratello di Steve White, batterista del gruppo di Paul Weller. Alan incontrò Noel di domenica in un pub di Camden e debuttò alla batteria degli Oasis il successivo mercoledì unendosi alla band nell'esecuzione Some Might Say a Top of the Pops.
Nel maggio 1995 gli Oasis cominciarono le registrazioni del loro secondo album ai Rockfield Studios, in Galles, con il produttore Owen Morris, che sarebbe comparso di spalle sulla copertina del disco. Le registrazioni furono rapide, dato che la band riusciva a "registrare cinque canzoni in cinque giorni", come dice Morris. Durante le sessioni salì la tensione tra i fratelli Gallagher quando Liam tornò dal pub ubriaco portando con sé alcuni avventori del locale, raggiungendo Noel, che si era trattenuto in studio per completare delle parti di chitarra. L'alterco sfociò in una zuffa che costrinse il management a sospendere le sessioni, che ripresero tre settimane dopo. Dopo due altre settimane le sessioni furono concluse, prima della post-produzione a Londra.
In questo periodo la stampa inglese montò e amplificò una rivalità tra Oasis e Blur, altra band emersa già da alcuni anni nel panorama della musica inglese e, in particolare, del neonato movimento Britpop. In un primo momento gli Oasis non si definivano band del movimento Britpop e non furono invitati al programma Britpop Now della BBC, condotto dal cantante dei Blur, Damon Albarn. Un primo contatto tra i due gruppi si era già avuto nel 1994, nel corso di un'altra trasmissione condotta da Albarn. Gli Oasis suonarono Whatever a Top of the Pops, presentati proprio dal frontman dei Blur. Durante la presentazione Liam e Noel non risparmiarono gesti irriguardosi alle spalle di Albarn. Fu così che nacque quella che sarà considerata, con espressione giornalistica, la "Battaglia delle band" (Band battle), combattuta sul piano commerciale e mediatico. La rivista NME arrivò a definire la sfida, in una famosa copertina, il "campionato inglese dei pesi massimi".
L'uscita di Roll With It, singolo degli Oasis, e di Country House, singolo dei Blur, venne programmata infatti per lo stesso giorno, il 14 agosto 1995, alimentando ancor di più la rivalità. A vendere più singoli i Blur, con 274 000 copie contro le 216 000 di Roll With It. L'entourage degli Oasis giustificò il dato con il minor prezzo di Country House (1,99 sterline contro 3,99) e con il fatto che le due diverse versioni del singolo dei Blur, con diversi lati b, avevano invogliato i fan a comprare entrambi i tipi di copie. All'epoca la Creation diede una spiegazione alternativa: il singolo dei Blur aveva venduto ufficialmente più copie perché, a causa di un problema con i codici a barre di Roll With It, non erano state registrate tutte le vendite del singolo degli Oasis.
Il 3 luglio 1995 gli Oasis tennero il loro primo concerto in Italia, al Rolling Stone di Milano.
Nel settembre dello stesso anno, il bassista Paul McGuigan lasciò il gruppo a causa di esaurimento nervoso. Il sostituto, consigliato dal manager degli Stone Roses Gareth Evans, fu Scott McLeod degli Ya-Yas, che comparve anche in alcune esibizioni dal vivo, prima di abbandonare bruscamente il complesso durante un tour negli Stati Uniti. In seguito McLeod chiamò Noel Gallagher e gli riferì di sentire di aver preso la decisione sbagliata. Gallagher replicò seccamente: "Lo credo anch'io. Buona fortuna quando ti presenti all'ufficio di collocamento". Per completare il tour fu arruolato nuovamente McGuigan, convinto a tornare a far parte della band.
Gli accesi scambi di vedute, lo stile di vita sregolato e la spavalderia erano ormai divenuti un tratto caratterizzante dell'immagine pubblica dei fratelli Gallagher e della band. I frequenti battibecchi trovarono perfino una documentazione su singolo, Wibbling Rivalry, contenente una registrazione (14 minuti) dell'intervista fatta il 7 aprile 1994 da John Harris della rivista Q ai due fratelli, che litigavano su qualunque cosa, dai meriti dei Rolling Stones e dei Sex Pistols al fatto di conoscere o meno John Lennon. Stranamente la registrazione fu pubblicata in vinile anziché su CD, forse perché il primo formato sembra adattarsi perfettamente a un archivio. Intanto erano finite le registrazioni del secondo album, iniziate a maggio ai Rockfield Studios di Monmouth. (What's the Story) Morning Glory? uscì il 2 ottobre e divenne subito un grande successo commerciale.
La band di Manchester ottenne così la rivincita sui Blur, dato che il disco ha venduto nel mondo oltre 16 milioni di copie e compare al terzo posto nella classifica degli album più venduti di tutti i tempi nel Regno Unito, dove ha venduto oltre 4 300 000 copie. Il disco, dal sound più melodico del precedente, vendette 346 000 copie nei primi sette giorni e contiene pezzi entrati nella storia del rock, tra cui il terzo singolo, Wonderwall, assurto a vero e proprio inno generazionale. Wonderwall uscì il 30 ottobre 1995 con tre inediti, raggiunse il secondo posto nel Regno Unito ed entrò nella top 10 delle classifiche dei singoli americani (unico singolo della band ad aver raggiunto questo risultato). La notorietà di cui gode ne fa, forse, il pezzo più conosciuto nel repertorio della band. Il singolo successivo (il quarto), Don't Look Back in Anger, fu quello più venduto del 1996 nel Regno Unito e anche l'ultimo singolo estratto, Champagne Supernova – che vide l'importante collaborazione di Paul Weller come chitarrista principale e seconda voce – fu salutato con entusiasmo da gran parte della critica, piazzandosi al primo posto della Modern Rock Tracks statunitense. Anche Bono degli U2 espresse rispetto per la band. Intanto i due concerti tenuti all'Earls Court di Londra il 4 e 5 novembre 1995 avevano battuto, con 19 000 spettatori a serata, il record di affluenza a una manifestazione al chiuso in Gran Bretagna.
Nel febbraio 1996 la band di Manchester vinse tre BRIT Awards come migliore band britannica, miglior album per (What's the Story) Morning Glory? e miglior video per Wonderwall. Nel corso della premiazione Liam Gallagher e il fratello si distinsero per alcune intemperanze. Liam parodiò irriguardosamente la canzone Parklife dei Blur (il titolo del brano fu storpiato in Shitlife) e insultò il conduttore Chris Evans. Noel attaccò Michael Hutchence, che aveva consegnato il premio alla band, affermando che "i ferri vecchi non dovrebbero consegnare premi alle band emergenti". Nell'occasione gli Oasis avevano prima accettato e poi rifiutato di esibirsi.
Nel marzo 1996 il giornale News of the World, approfittando della presenza a Dublino della band in vista di un'esibizione al The Point, organizzò, dietro compenso, un incontro a sorpresa tra Thomas Gallagher e i figli Liam e Noel, che non vedevano il padre da dodici anni. L'intento sensazionalistico del periodico, che istituì financo una "linea telefonica del ricongiungimento familiare degli Oasis" dove si potevano ascoltare le minacce telefoniche di Liam al padre nel caso in cui si fosse presentato nell'albergo dove alloggiavano, era quello di provocare una rissa tra il padre e i figli, ma Noel e altri membri dell'entourage della band bloccarono in tempo il cantante, che era deciso ad aggredire il genitore. Noel evitò il contatto con il genitore si chiuse nella sua stanza, mentre Liam affrontò il padre nel bar dell'albergo e lo minacciò. Il peggio fu evitato grazie all'intervento della security, che allontanò Thomas Gallagher.
La band, accompagnata da un'orchestra di 40 elementi, tenne i suoi primi due concerti all'aperto come headliner (attrazione principale) nello stadio di Maine Road, a Manchester, il 27 e il 28 aprile 1996, di fronte a 40 000 spettatori per ognuna delle due serate. Del concerto, il primo negli stadi per la band di Manchester, rimasero impressi nell'immaginario collettivo la chitarra di Noel, una Epiphone Sheraton raffigurante la Union Jack, e la commozione suscitata durante l'esecuzione di Live Forever, quando furono proiettate sul maxischermo posto dietro il palco alcune immagini di celebri musicisti destinati a "vivere per sempre": Elvis Presley, Jimi Hendrix, Sid Vicious, Steve Marriott, Bob Marley, Marvin Gaye e John Lennon. Alcune riprese del secondo concerto avrebbero fatto parte del video ...There and Then, commercializzato in videocassetta nell'ottobre 1996 e per la prima volta in DVD nel novembre 1997.

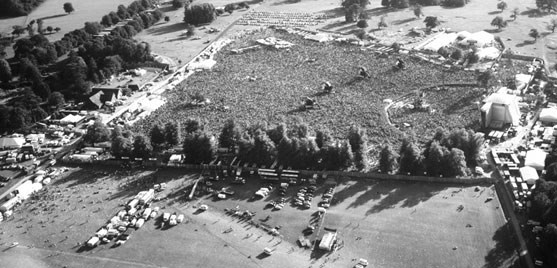
La folla di Knebworth Park, dove gli Oasis riunirono 250 000 persone in due concerti il 10 e l'11 agosto 1996

Il gruppo toccò il picco della fama in estate, quando nell'arco di due serate (10 e 11 agosto) ben 250 000 persone, distribuite su 10 km² di terreno, assistettero sul prato del parco di Knebworth a uno dei più grandi concerti all'aperto mai realizzati in Inghilterra. Si tratta dello spettacolo con più richieste in assoluto nella storia della Gran Bretagna. Furono, infatti, ben 2,5 milioni (quasi il 5% della popolazione britannica) le persone che cercarono inutilmente di acquistare un biglietto per il concerto, come confermano i botteghini. I biglietti andarono esauriti nel giro di otto ore e il ricavato delle vendite superò i 6 milioni di sterline (14 miliardi di lire), mentre l'evento fu trasmesso in diretta radiofonica in 34 paesi. La frase pronunciata da Noel Gallagher all'inizio del concerto (This is history, this is history, right here, right now ... this is history, "Questa è storia, questa è storia, proprio qui, proprio adesso ... Questa è storia") e la risposta del fratello (We're all going to history for the weekend to watch Oasis, "Questo fine settimana andremo tutti a 'Storia' per vedere gli Oasis") rimasero celebri. L'avvenimento, cui partecipò pure il chitarrista degli Stone Roses John Squire, chiamato sul palco da Liam per l'esecuzione di Champagne Supernova, consacrò gli Oasis come star internazionali: se giornali autorevoli come il Times, l'Independent e l'Observer dedicarono loro le copertine, un sondaggio condotto tra gli appassionati di musica dai 15 ai 45 anni rivelò che i fratelli Gallagher erano più amati dei Beatles. Il loro successo era ormai all'apice.
Il mese successivo si rivelò difficile per la band, ma in realtà l'intero 1996 fu l'anno in cui lo scioglimento degli Oasis sembrò imminente. Il 23 agosto il gruppo registrò una puntata di MTV Unplugged alla Royal Festival Hall, ma Liam diede forfait per mal di gola. Nonostante la defezione, Liam presenziò ugualmente in sala e, da un balcone, assistette all'esibizione acustica del fratello con in mano sigarette e birra, ironizzando su di lui nelle pause tra un brano e l'altro.
Il 27 agosto la band salì sul volo che l'avrebbe condotta in tour negli Stati Uniti, ma Liam scese dall'aereo pochi minuti prima del decollo. Il resto del gruppo decise di recarsi ugualmente oltreoceano, continuando il tour con Noel come cantante. Liam, che aveva lasciato gli Stati Uniti dicendo di voler "cercare casa", raggiunse i suoi compagni il 29 agosto, ma poche settimane più tardi fu Noel a tornare a casa senza la band, la quale, a sua volta, lo raggiunse con un altro volo. Sull'episodio si concentrarono le speculazioni dei media, che ipotizzarono lo scioglimento del gruppo, ma la riconciliazione tra i due fratelli non si fece attendere.
Così la band riprese il tour regolarmente, ma a settembre tra Noel e Liam scoppiò, a Charlotte, una nuova lite, in seguito alla quale Noel decise di abbandonare il resto della band e tornare in Inghilterra, mettendo nuovamente a repentaglio il futuro del gruppo. La casa discografica cancellò i restanti quattro concerti degli Oasis negli Stati Uniti, espresse dubbi sulla prosecuzione del tour europeo e tentò di minimizzare l'accaduto. Secondo i media britannici alla base del dissidio ci sarebbero stati i contrasti mai sopiti tra Noel e Patsy Kensit, l'allora compagna di Liam (chiamata "Yoko" da Noel che paragonò la sua influenza a quella, negativa, che Yōko Ono ebbe sui Beatles), e una questione di denaro: Noel, grazie ai diritti d'autore, guadagnava circa 16 milioni di sterline all'anno, contro i 2,3 milioni di Liam.

### Be Here Now(1997-1998)
Dal novembre 1996 al marzo 1997 la band si riunì agli Abbey Road Studios di Londra e ai Ridge Farm Studios, nel Surrey, per registrare il terzo album, Be Here Now. Il disco, che uscì il 21 agosto 1997, fu anticipato dal singolo D'You Know What I Mean?, lungo brano dalle numerose influenze elettroniche, ispirato da Setting Sun, canzone frutto della collaborazione di Noel con i Chemical Brothers e forse unico nel repertorio della band. La canzone raggiunse subito la prima posizione nella classifica dei singoli mondiali.
L'album era talmente atteso che quasi due mesi prima dell'uscita del disco si verificò un episodio bizzarro: alcuni dirigenti di Sony si erano dimenticati le finestre aperte dello studio in cui stavano ascoltando le nuove canzoni della band, causando un ingorgo nella strada sottostante, dove la gente, incuriosita, cercava di sentire o di registrare i brani. La grande curiosità suscitata raggiunse il culmine con un documentario sugli Oasis dal titolo Right Here, Right Now, trasmesso da BBC One alla vigilia della messa in vendita del CD.
Grazie all'incessante attesa e alla pressione della stampa, il disco, al quale collaborò anche Johnny Depp (suo l'assolo di chitarra in Fade In-Out), si piazzò direttamente al primo posto nelle classifiche di vendita britanniche e diventò l'album venduto più velocemente di sempre nel Regno Unito (questo primato non va confuso con il record di Definitely Maybe, relativo all'album di debutto e non in senso assoluto), grazie alle circa 350 000 copie vendute in Gran Bretagna già nel primo giorno di pubblicazione e le 696.000 nella prima settimana. Il disco ottenne molto successo di vendite anche negli Stati Uniti, dove riuscì a piazzarsi al secondo posto delle classifiche, miglior piazzamento raggiunto degli Oasis in una classifica musicale statunitense.
Sebbene le prime recensioni fossero molto positive, una volta spentosi l'entusiasmo generale per l'uscita del nuovo disco, l'album iniziò a ricevere critiche molto pesanti. Le maggiori accuse si indirizzarono verso la scarsa originalità del disco, secondo alcuni ai limiti del "plagio": D'You Know What I Mean, per esempio, è costruito sui medesimi accordi di Wonderwall. Altro oggetto di critica fu l'eccessiva lunghezza e ripetitività di molti brani dell'album. Il CD, infatti, dura più di 70 minuti ed è il più lungo della discografia degli Oasis. Negli anni successivi l'album fu comunque, almeno in parte, rivalutato, anche se lo stesso Noel Gallagher considera questo il lavoro peggiore del gruppo.
Dal disco furono estratti quattro singoli. Al già citato D'You Know What I Mean si affiancò dapprima Stand by Me, che raggiunse la seconda posizione della classifica dei singoli del Regno Unito nel settembre 1997. Nel gennaio del 1998 fu invece pubblicato All Around the World, il brano più lungo mai registrato dalla band e vero e proprio opus magnum dell'album, impreziosito da archi e fiati. Il videoclip della canzone, diretto dalla coppia Jonathan Dayton e Valerie Faris, fu il più costoso mai realizzato per un brano degli Oasis. L'ultimo brano a essere estratto come singolo fu Don't Go Away, pubblicato solo in Giappone e per questo divenuto oggetto del desiderio dei collezionisti.
Il 30 luglio 1997, a conferma dello status raggiunto dalla band, Noel Gallagher fu tra gli invitati alla festa d'alto rango presso la residenza del neoeletto primo ministro britannico Tony Blair, al numero 10 di Downing Street, a Londra. Alla cerimonia parteciparono molti vip e personaggi che avevano sostenuto la causa laburista alle elezioni, mentre non vi presero parte né il fratello Liam né il frontman dei Blur Damon Albarn. La partecipazione di Noel alla cerimonia fu criticata perché secondo alcuni confliggeva con l'immagine di "eroe della classe operaia" di cui egli si era detto portavoce. Nel 2006, rievocando l'incontro con Blair, Noel dichiarò di avere fatto uso di cocaina nel bagno della residenza di Downing Street riservato alla regina.
Il 14 giugno 1997 a Irvine, in California, era partito il tour di Be Here Now con una performance di supporto agli U2. La tournée durò fino al marzo 1998, per un totale di 85 tappe con Mikey Rowe alle tastiere. Alla fine di gennaio 1998, a Los Angeles, Noel si disse «stufo del rock» e accusò il fratello di «avere in testa una turbolenza che dura 24 ore al giorno», dichiarazioni che alimentarono nuove voci su un eventuale scioglimento della band. A calmare gli animi fu ancora una volta la Creation Records, che insieme al portavoce del gruppo Johnny Hopkins smentì le illazioni.
Il 23 febbraio 1998 i due fratelli furono al centro di un nuovo caso. Durante il volo della Cathay Pacific Airways diretto da Hong Kong in Australia, dove era in programma la prosecuzione del tour, si comportarono in modo molesto, prendendo di mira i passeggeri e il personale di volo. Nella tappa australiana del tour Liam fu poi arrestato con l'accusa di aver aggredito un fan diciannovenne con una testata, a quanto pare perché gli aveva chiesto di fare una foto. Ai danni del cantante fu intentata solo una causa civile. In seguito Liam avrebbe ammesso l'aggressione, dicendo di aver perso il controllo a causa dell'insistenza del giovane.
La band rimase lontano dagli studi fino al 1999. In questo periodo, esattamente nel novembre 1998, venne pubblicata The Masterplan, una raccolta di 14 b-side tratte dai singoli precedenti del gruppo, tra cui una versione live (registrata alla Cathouse di Glasgow nel giugno 1994) di I Am the Walrus dei Beatles, cavallo di battaglia della band mancuniana sin dagli esordi. In un'intervista del 2006, Noel, riferendosi al periodo di Be Here Now, ha dichiarato: «La roba più interessante di quel periodo sono le b-side. Credo che la musica delle b-side sia molto più ispirata rispetto a quella di Be Here Now».

### Standing on the Shoulder of Giants(1999-2001)

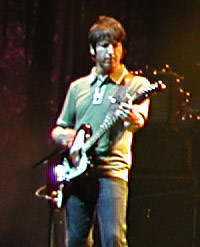
Gem Archer, chitarrista degli Oasis dal 1999

Nel 1999 il gruppo affrontò forse il suo periodo più difficile. Durante le registrazioni del nuovo album, Standing on the Shoulder of Giants (i cui primi dettagli furono rivelati a febbraio), il chitarrista Bonehead decise, ad agosto, di lasciare il gruppo. All'epoca l'abbandono fu descritto come amichevole: Noel dichiarò che Arthurs intendeva trascorrere più tempo accanto alla propria famiglia, mentre lo stesso Arthurs chiarì la sua scelta dicendo di volersi "concentrare su altre cose". In seguito, però, Noel fornì versioni contraddittorie: Arthurs avrebbe violato la regola "no drink or drugs" ("niente bibite e niente droghe"), imposta da Noel in modo che Liam potesse cantare bene, e ne sarebbe nato un litigio. Due settimane dopo fu, invece, il bassista Paul McGuigan a lasciare la band per la seconda volta, quella definitiva. I fratelli Gallagher, durante una conferenza stampa, smentirono le voci di uno scioglimento e rassicurarono i fan, dicendo: "Il futuro degli Oasis è certo, la storia e la gloria andranno avanti".
Gli Oasis erano rimasti in tre, con il solo batterista Alan White al fianco dei fratelli Gallagher. In questo periodo di transizione Noel, che nel frattempo si era disintossicato dalla droga, si vide costretto a suonare da solo tutte le parti di chitarra e basso, insieme al tecnico del suono, e suo amico, Paul Stacey. La situazione rientrò alla fine dell'anno con l'ingresso alla chitarra di Colin "Gem" Archer, già negli Heavy Stereo, il quale riferì di aver conosciuto personalmente Noel solo alcuni giorni prima dell'abbandono di Arthurs. La band provò per un breve periodo con David Potts, che si sarebbe defilato di lì a poco lasciando il posto ad Andy Bell, ex chitarrista, paroliere e cantante dei Ride e degli Hurricane #1. Bell, che non aveva mai suonato il basso fino a quel momento, dovette imparare a suonare lo strumento facendo riferimento ad alcune canzoni storiche del repertorio della band, in previsione di un tour in programma negli Stati Uniti per dicembre. Intanto la Creation Records era scomparsa, così gli Oasis crearono un'etichetta propria, seppur affiliata alla Sony, la Big Brother Recordings, nome ispirato al ruolo di Noel Gallagher nella band.
Il 28 febbraio 2000 uscì Standing on the Shoulder of Giants, album dal sound sperimentale, decisamente lontano dallo stile originario, che nella prima settimana registrò buone vendite. Dal disco, che raggiunse il vertice delle classifiche britanniche e il 24º posto nella Billboard chart, furono estratti tre singoli: Go Let It Out, Who Feels Love? (pezzo dalle sonorità spiccatamente psichedeliche) e Sunday Morning Call, tutti entrati nella top 5 dei singoli del Regno Unito. La partenza di due dei membri fondatori aprì la strada ad alcuni cambiamenti nell'immagine e nel suono della band. Sulla copertina del nuovo album non campeggiava più il logo storico del gruppo, bensì uno nuovo ideato dal neo-entrato Gem Archer, mentre per la prima volta in un disco degli Oasis comparve una canzone, Little James, scritta da Liam Gallagher. Nonostante un inizio promettente, la critica si dimostrò fredda nei confronti del disco, che rimane il meno venduto nella storia della band.
In seguito all'uscita dell'album la band avviò un tour mondiale, nel corso del quale fu presentata una cover del brano Hey Hey, My My (Into the Black) di Neil Young, un verso del quale fu scritto da Kurt Cobain dei Nirvana nella sua lettera di suicidio nell'aprile del 1994. Il 5 aprile 2000, durante il concerto di Seattle, Noel Gallagher dedicò la canzone a Cobain, proprio nella sua città natale.
Il tour sfociò in un altro litigio tra Noel e Liam. Nel maggio 2000 gli Oasis, impegnati nelle prime date europee del tour, furono costretti a cancellare la data di Barcellona perché Alan White aveva problemi ad un braccio per via di una tendinite e trascorsero la serata facendo ampio uso di alcolici. Liam si lasciò andare a un commento sprezzante nei confronti dell'allora moglie di Noel, Meg Mathews, mettendo in dubbio la paternità della figlia Anais e provocando così una colluttazione a seguito del quale Noel decise di abbandonare il gruppo. Liam, unico membro originario rimasto, divenne il leader della band, mentre al nuovo chitarrista Matt Deighton fu affidata la parte ritmica di Gem, il quale a propria volta sostituì Noel nel ruolo di chitarra solista. Con l'apporto di Deighton il sound degli Oasis si fece più punk. Dal tour vennero tratti un album dal vivo, Familiar to Millions, e un DVD, registrati in occasione del primo dei due concerti tenuti allo stadio londinese di Wembley il 21 e 22 luglio 2000 di fronte a 70 000 persone per serata, concerti per i quali Noel rientrò nel gruppo. Il disco Familiar To Millions venne pubblicato alla fine dell'anno.

### Heathen Chemistry(2002-2004)
Verso la fine del 2000 gli Oasis tornarono in studio per la realizzazione del quinto album. Per tutto il 2001 si divisero, dunque, tra registrazioni e spettacoli dal vivo in giro per il mondo, come il Tour of Brotherly Love insieme con Black Crowes e Spacehog e il concerto di Parigi a supporto di Neil Young. Il batterista degli Oasis Alan White fu costretto a saltare il tour per problemi a un pollice e fu rimpiazzato dal fratello maggiore Steve White, batterista di Paul Weller.
Nel febbraio 2002 anche gli Oasis si esibirono alla Royal Albert Hall di Londra per sostenere la causa benefica della Teenage Cancer Trust. Accompagnato da Paul Weller nell'esecuzione di Don't Look Back in Anger, il gruppo suonò anche due nuove canzoni, The Hindu Times e Hung in a Bad Place, già presentate in anteprima nel 2001 durante il Tour of Brotherly Love, che celebrava il decennale della band.
Nel luglio 2002 fu pubblicato l'album Heathen Chemistry, che a detta di Noel segnava «l'inizio di una nuova era» per la band. Il disco raggiunse la vetta della classifiche britanniche e la posizione numero 23 negli Stati Uniti, anche se i commenti che sollevò furono di tenore contrastante. Il suono ricorda ancora quello sperimentale di Standing on the Shoulder of Giants, ma è privo di suoni elettronici e risulta più vicino all'anima rock delle origini.
La novità principale è la partecipazione alla scrittura dei testi da parte di tutti i componenti del gruppo, a eccezione di Alan White. È di Gem Archer il brano Hung In a Bad Place, probabilmente il pezzo più rock dell'opera, mentre Andy Bell è autore di un brano strumentale di un minuto, noto come A Quick Peep. In un paio di canzoni una delle chitarre e la seconda voce furono di Johnny Marr. Da Heathen Chemistry furono estratti quattro singoli: The Hindu Times, Stop Crying Your Heart Out, che divenne uno dei singoli più venduti dell'anno e fu paragonato a Don't Look Back in Anger per la sua carica di incoraggiamento, Little by Little e Songbird, breve ballata acustica, canzone scritta da Liam e dedicata alla compagna Nicole Appleton. Stop Crying Your Heart Out fu anche il principale brano della colonna sonora del film The Butterfly Effect.
A sostegno del disco la band fece partire un altro tour mondiale, che vide la band anche headliner sul palco della prima edizione del festival scozzese T in the Park. Ad agosto un incidente d'auto occorso a Indianapolis a Noel, Andy e al tastierista Jay Darlington, che riportarono ferite e contusioni, costrinse la band ad annullare il concerto previsto nella città statunitense. A dicembre Liam, Alan e tre membri dell'entourage furono coinvolti in una brutta rissa in un lussuoso hotel di Monaco di Baviera con un gruppo di cinque italiani. Gli Oasis furono costretti a cancellare quattro concerti in terra tedesca, ma li recuperarono nell'aprile 2003, terminando in tal modo il tour.

### Don't Believe the Truth(2005-2006)

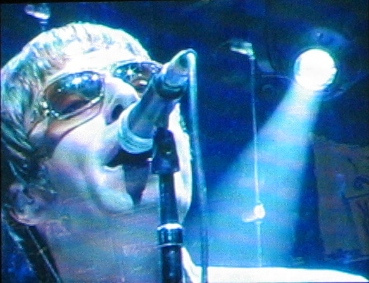
Liam Gallagher in un concerto del 2005 in California

Alla fine di dicembre del 2003 la band cominciò le registrazioni per il sesto album presso i Sawmills Studios, in Cornovaglia. Il disco fu prodotto per le prime 3-4 settimane dai Death in Vegas. Originariamente prevista per settembre 2004, in modo da coincidere con il decimo anniversario del lancio di Definitely Maybe, l'uscita dell'album fu posticipata a causa dell'abbandono del batterista Alan White, il quale si fece da parte ai primi di gennaio del 2004 dopo quasi nove anni di militanza nel gruppo. Per la lavorazione dell'album venne assunto provvisoriamente Zak Starkey, batterista degli Who e figlio di Richard, meglio noto come Ringo Starr, batterista dei Beatles. Nonostante provasse in studio e fosse sempre presente alla batteria durante i tour, Starkey, che si esibì per la prima volta con gli Oasis al Lighthouse di Poole, non diventò mai un membro ufficiale del gruppo. Pertanto, pur prendendo parte ai videoclip ufficiali, raramente avrebbe fatto la propria comparsa in occasione di attività promozionali quali interviste o servizi fotografici e giornalistici.
Le registrazioni proseguirono per tutto il 2004, inframmezzate dall'uscita di un DVD, Definitely Maybe, celebrativo dei 10 anni dall'uscita dell'omonimo disco – e che diventò uno dei DVD più venduti nel Regno Unito – e dalla seconda apparizione degli Oasis al festival di Glastonbury. Qui la band eseguì i brani storici e due nuove canzoni (A Bell Will Ring, di Gem Archer, e The Meaning of Soul, di Liam Gallagher), ma la critica fu severa nei confronti della performance. Le sessioni del nuovo disco furono ultimate ai Capitol Studios di Los Angeles da ottobre a dicembre 2004.
Il 17 gennaio 2005 due membri della band, Liam Gallagher e Gem Archer, parteciparono all'evento benefico UK Radio Aid, esibendosi con una versione acustica di Wonderwall andata in onda su ITV.

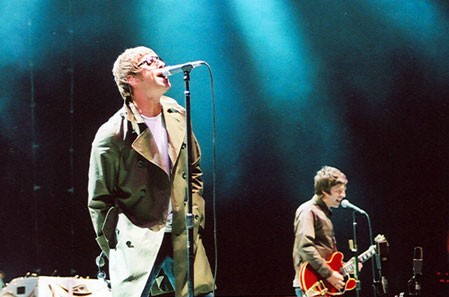
Gli Oasis in concerto nel 2005

Il 30 maggio 2005 uscì l'album Don't Believe the Truth, il primo dopo tre anni; in copertina tornava il logo originario della band. Come già accaduto per Heathen Chemistry, alla realizzazione delle nuove canzoni collaborarono tutti i membri della band tranne Zak Starkey, peraltro al debutto discografico con gli Oasis. Il disco riscosse subito notevole successo, entrando, come i precedenti cinque del gruppo, al primo posto nella classifica degli album più venduti nel Regno Unito e in molti altri paesi.
Fu triplo disco di platino nel Regno Unito nella prima settimana del 2006 (oltre 900 000 copie vendute), mentre negli Stati Uniti ha venduto oltre 200 000 copie.
I primi due singoli, Lyla e The Importance of Being Idle, raggiunsero la prima posizione in classifica; il terzo, Let There Be Love, primo singolo cantato da entrambi i fratelli (era già accaduto nel 1995 per il lato b Acquiesce), giunse al secondo posto. Gli Oasis vinsero i due Q Awards, il People's Choice Award e il Best Album Award, vinti alla cerimonia organizzata dall'omonimo magazine musicale. Critici e pubblico furono generalmente concordi nel reputare questo il miglior lavoro della band dai tempi del pluridecorato (What's the Story) Morning Glory?.
Il gruppo lanciò un lungo tour mondiale, iniziato il 10 maggio 2005 all'Astoria di Londra e terminato il 31 marzo 2006 con un tutto esaurito a Città del Messico, esibendosi dal vivo 110 volte e in 26 paesi diversi, fatto che non succedeva dai tempi del tour di Definitely Maybe. Il tour, che per gli Oasis fu quello con maggiore seguito in più di dieci anni, fece registrare il tutto esaurito anche al Madison Square Garden di New York e all'Hollywood Bowl di Los Angeles e fu al centro del documentario Lord Don't Slow Me Down, pubblicato nel 2007 in DVD e corredato da un DVD aggiuntivo contenente alcune riprese di uno dei tre concerti tenuti al City of Manchester Stadium, quello del 2 luglio 2005.
Nel settembre 2005 uscì il film Goal!, alla cui colonna sonora gli Oasis parteciparono con l'inedito Who Put the Weight of the World on My Shoulders?, scritto da Noel, e versioni remixate dei brani Cast No Shadow e Morning Glory. Nel film figura anche il brano Acquiesce, poi escluso dal disco della colonna sonora.

### La raccoltaStop the Clocks(2006-2007)

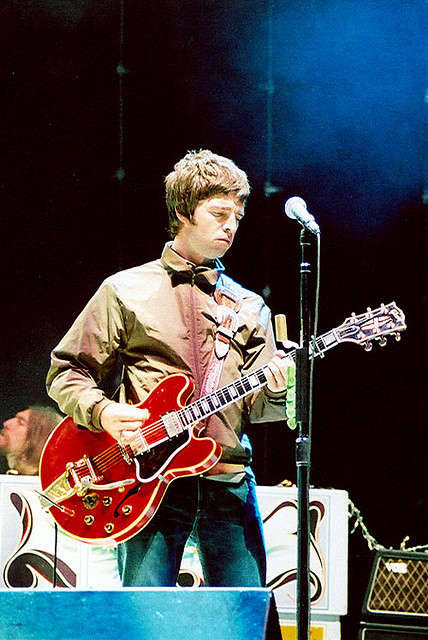
Noel Gallagher a San Diego nel 2005

Verso la fine del 2005 iniziarono a trapelare delle notizie sulla pubblicazione di una raccolta di greatest hits della band da parte della Sony contro il parere di Noel, che in più occasioni si era detto contrario alla pubblicazione di una raccolta di greatest hits a meno che il gruppo non si fosse sciolto. In un'intervista pubblicata sul sito news.com.au del dicembre 2005 Noel fece capire che la Sony stava pensando di pubblicare ugualmente la raccolta e che, pur essendo in disaccordo, avrebbe accettato la decisione. Nel settembre 2006 Noel confermò alla rivista NME che, una volta comunicata alla Sony l'intenzione degli Oasis di risolvere il contratto discografico, la casa discografica aveva in qualche modo imposto alla band di pubblicare un greatest hits.
Il 13 novembre 2006 uscì l'extended play Stop the Clocks e il 20 novembre fu la volta della raccolta Stop the Clocks, con 18 brani tratti da Definitely Maybe, (What's the Story) Morning Glory?, Standing on the Shoulder of Giants, Heathen Chemistry e Don't Believe the Truth, oltre ad alcune vecchie b-side. I brani furono scelti dallo stesso Noel e racchiusi in due CD. Contro ogni previsione il best of riscosse un grande successo, vendendo tre milioni di copie nel mondo, nonostante mancassero inediti e fossero stati esclusi tutti i brani dell'album Be Here Now. Dal disco mancava anche l'atteso brano Stop the Clocks, composto da Noel già nel 2001 e poi trapelato su Internet nel 2008. La curiosità attorno al pezzo era stata alimentata da un'esibizione acustica di Noel al Zanzibar club di Liverpool il 3 maggio 2003. In quell'occasione Noel Gallagher aveva eseguito il brano in pubblico per la prima volta, accompagnato dal chitarrista Gem Archer e dal percussionista Terry Kirkbride, come parte di una scaletta di cinque canzoni a supporto dei Bandits, principale attrazione della serata.
Il 1º settembre 2006 Liam e l'ex calciatore Paul Gascoigne vennero alle mani al Groucho Club di Londra.
Dal novembre 2006 al marzo 2007 Noel Gallagher e Gem Archer, accompagnati dal percussionista Terry Kirkbride, tennero una serie di concerti semi-acustici che toccarono le seguenti città: Toronto, Los Angeles, Tokyo, Londra, Parigi, Milano, Manchester, Melbourne, Brisbane, Sydney, Perth, Mosca. Furono concerti molto apprezzati dalla critica ed ebbero un grande successo di pubblico. Nelle esibizioni acustiche furono eseguite anche delle reinterpretazioni, come quella di Strawberry Fields Forever dei Beatles.
Il 14 febbraio 2007 gli Oasis furono premiati ai BRIT Awards con il premio Outstanding Contribution To Music per lo straordinario contributo dato alla musica. Ad aprile furono tra gli artisti invitati da BBC Radio 2 a celebrare il quarantennale del celebre album dei Beatles Sgt. Pepper's Lonely Hearts Club Band, in occasione del quale il canale radiofonico indisse speciali sessioni di registrazione riproducendo l'attrezzatura musicale utilizzata dal quartetto di Liverpool nel 1967, sotto la supervisione di Geoff Emerick, l'ingegnere del suono che aveva curato la produzione dell'album dei Beatles. Nell'occasione gli Oasis eseguirono una cover del brano Within You Without You.
A ottobre fu la volta dell'unica pubblicazione nel solo formato digitale di una canzone degli Oasis. Si trattò di Lord Don't Slow Me Down, brano contenuto anche nell'omonimo DVD e che esordì al decimo posto nelle classifiche dei singoli del Regno Unito. Dal luglio al settembre 2007 gli Oasis si riunirono negli Abbey Road Studios, ultimando due nuove canzoni e le demo del settimo album in studio. Interrotte le registrazioni per un paio di mesi per via della nascita di Donovan, figlio di Noel (venuto alla luce nel settembre 2007), il gruppo tornò in studio 5 novembre 2007 e finì le sessioni verso marzo 2008 con il produttore Dave Sardy. L'album fu mixato a Los Angeles.

### Dig Out Your Soule l'abbandono di Noel (2008-2009)

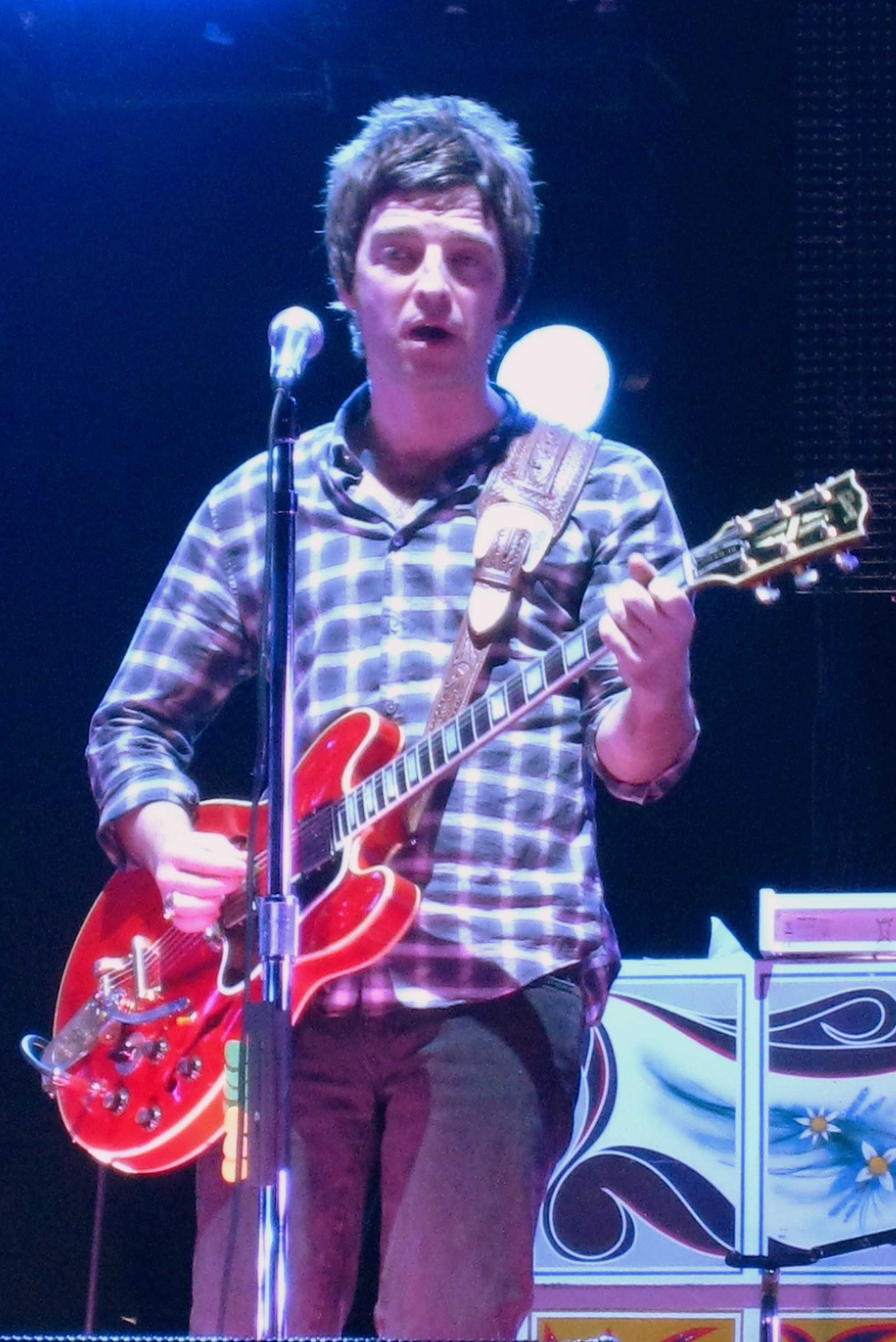
Noel Gallagher durante il concerto tenuto al Virgin Mobile Festival 2008 di Toronto

Il recupero di popolarità degli Oasis fu confermato da un sondaggio condotto nel febbraio 2008 dalle riviste Q e HMV per decretare i migliori 50 album britannici degli ultimi 50 anni: due dischi degli Oasis, Definitely Maybe e (What's the Story) Morning Glory?, furono inseriti rispettivamente al primo e al secondo posto. Nella lista comparvero pure Don't Believe The Truth, quattordicesimo, e Be Here Now, ventiduesimo malgrado le numerose critiche ricevute poco tempo dopo la sua uscita. Nel settembre 2006 lo stesso magazine Q aveva incoronato, dopo un sondaggio, Live Forever miglior canzone di tutti i tempi, con Wonderwall al secondo posto.
Nel maggio 2008 fu reso noto che Zak Starkey non avrebbe partecipato al tour successivo all'uscita del nuovo disco degli Oasis. Al suo posto subentrò, sempre come membro non ufficiale, Chris Sharrock, noto al pubblico per essere stato il batterista di Robbie Williams. Firmato a giugno un nuovo contratto con la Sony per la produzione di tre album, il 14 agosto il gruppo aprì le porte della propria sala prove a 100 fan per un concerto chiamato Standing on the Edge of the Noise, caratterizzato da un'atmosfera raccolta che fece da preludio al tour mondiale. All'evento partecipò anche Chris Sharrock, al suo debutto con gli Oasis.
Il 7 settembre 2008 Noel Gallagher fu aggredito alle spalle e buttato giù dal palco durante il concerto tenutosi al Virgin Mobile Festival di Toronto. Dopo una lunga attesa il concerto riprese e si concluse regolarmente. Al termine dello show Noel si recò in ospedale, dove gli fu diagnosticata la rottura di tre costole.
Il settimo album in studio, Dig Out Your Soul, uscì nei negozi del Regno Unito il 6 ottobre 2008.
L'uscita del disco, che trae il nome da un verso della canzone To Be Where There's Life, scritta da Gem Archer, fu preceduta da quella del singolo The Shock of the Lightning, pubblicato il 29 settembre con una versione di Falling Down remixata dai Chemical Brothers come b-side. Gli altri due singoli estratti furono I'm Outta Time, uscito il 1º dicembre, e Falling Down, il 9 marzo. In Giappone l'album fu pubblicato il 1º ottobre, in una versione con due bonus track: I Believe in All e una versione alternativa di The Turning. Noel Gallagher aveva dichiarato che Dig Out Your Soul non è un disco britpop, ma uno dal sound più sperimentale, «l'album che volevo fare da Standing on the Shoulder of Giants in avanti». La critica lo definisce «un disco compatto e visceralmente "Oasis", pur nella parziale inusualità dei suoni», accostati al blues britannico di fine anni ottanta, che vide tra gli artefici principali i Fleetwood Mac, e al sound dei Beatles, rivisitati in chiave moderna e a tratti kraut, come in Waiting for the Rapture.

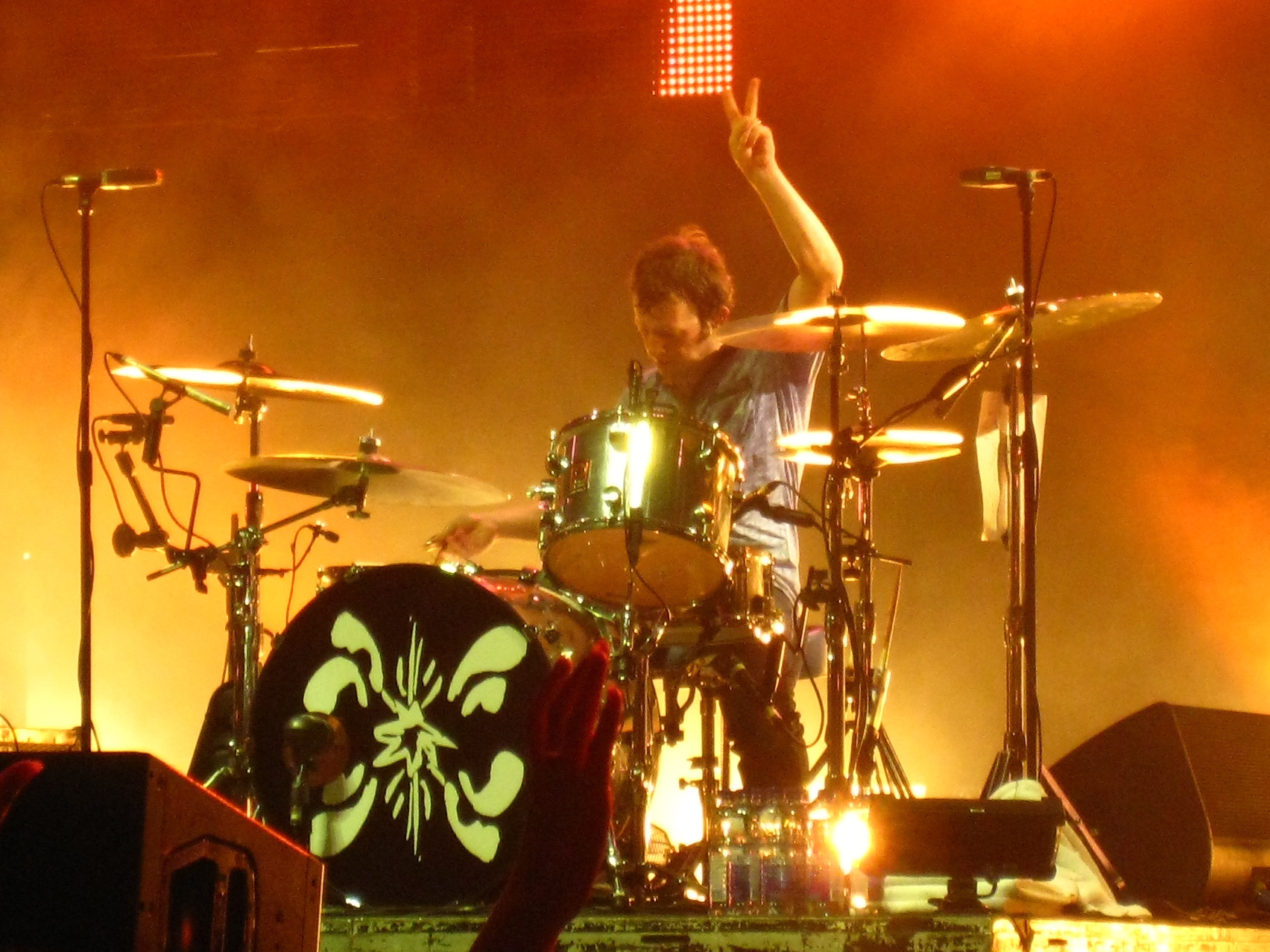
Chris Sharrock in concerto con gli Oasis durante il tour di Dig Out Your Soul.

L'album, registrato in pochi mesi, riscosse notevole successo, piazzandosi al primo posto in Italia, nel Regno Unito e nel mondo per numero di vendite. Nel Regno Unito vendette 90 000 copie nel giorno d'esordio, risultando il secondo album venduto più velocemente del 2008. Debuttò al primo posto della Official Albums Chart e vendette 200 866 copie nella prima settimana (51º album venduto più velocemente in tutte le epoche nel Regno Unito). Esordì poi al 5º posto nella US Billboard 200 con 53 000 copie vendute. Dal 1997, con Be Here Now, gli Oasis non raggiungevano una posizione così alta negli Stati Uniti, sebbene le vendite della prima settimana siano inferiori a quelle di Don't Believe the Truth. Ciononostante I'm Outta Time, secondo singolo, non andò oltre la dodicesima posizione nel Regno Unito, interrompendo una serie di singoli degli Oasis giunti tutti in vetta alla classifica, da Supersonic in poi.
Insieme a Dig Out Your Soul tornarono nelle classifiche britanniche degli album più venduti anche la raccolta Stop the Clocks e l'album del 1995 (What's the Story) Morning Glory?, che si stima abbia venduto 25 milioni di copie nel mondo, consolidando la propria posizione di disco fondamentale nella scena rock di tutti i tempi.
Alla pubblicazione del disco fece seguito un tour di 18 mesi che toccò varie parti del mondo, tra cui, per la prima volta, il Sudafrica, con due date.
Il 25 febbraio 2009 si tenne la cerimonia di consegna degli annuali NME Awards. Gli Oasis vinsero il premio di "Migliore band britannica del 2009" e furono nominati in 7 categorie, stabilendo un record, poi battuto dai Kasabian (9 categorie) nel 2015.
Nel marzo 2009 gli Oasis dovettero cancellare i loro concerti previsti in Cina in quanto il governo locale non concesse ai membri della band il visto d'entrata, a causa della partecipazione, nel 1997, di Noel a un concerto pro-Tibet.

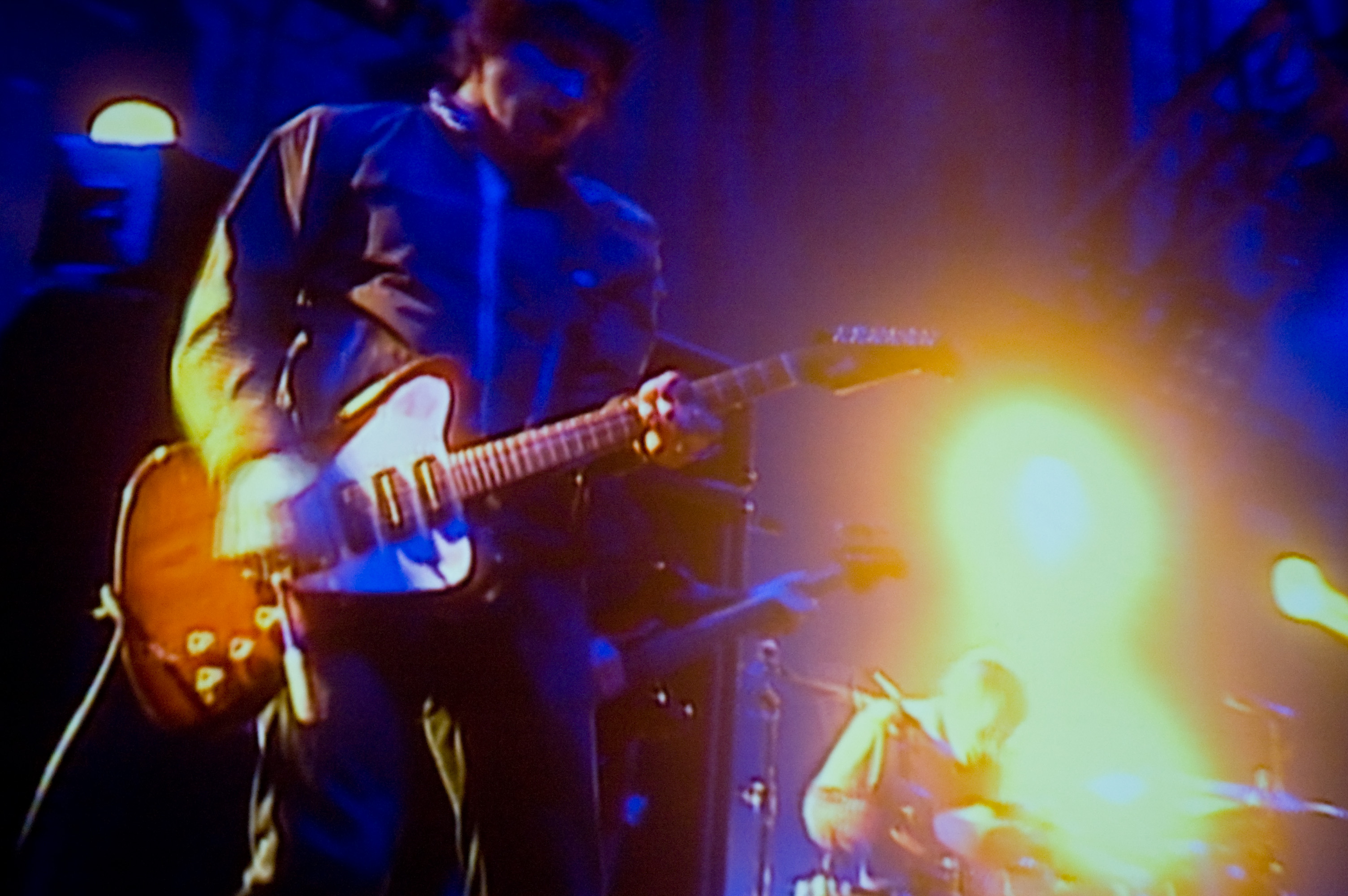
Gem Archer in concerto con gli Oasis a Taipei nell'aprile 2009

Nel marzo 2009 il Times pubblicò, insieme con iTunes, alcuni brani scelti dal concerto acustico tenuto da Noel e Gem alla Royal Albert Hall di Londra il 27 marzo 2007. Le vendite della raccolta, intitolata The Dreams We Have as Children (da un verso della canzone Fade Away), finanziarono l'associazione benefica Teenage Cancer Trust.
Il 4 giugno 2009 la band inaugurò il proprio tour estivo tornando a Manchester per tre date a Heaton Park, di fronte a 70.000 spettatori a sera. I concerti ebbero grande successo, ma durante il tour estivo nuove voci sul futuro della band iniziarono a diffondersi. Il 22 agosto la band si esibì al V Festival, nello Staffordshire, proponendo in 90 minuti solo tre canzoni da Dig Out Your Soul e le maggiori hit della carriera. Sarebbe stato questo l'ultimo concerto della band.
La performance del giorno seguente fu annullata a causa di una laringite virale che colpì il frontman Liam Gallagher. Per la prima volta dopo un quasi anno di tour gli Oasis cancellarono un concerto a causa di un malanno di uno dei componenti, ma l'annuncio del forfait diede adito ancora una volta a speculazioni mediatiche circa il futuro della band di Manchester, con voci di dissidi sempre più forti tra i fratelli Gallagher. Su Twitter Liam si scusò con i fan per l'annullamento del concerto e smentì seccamente le voci diffuse dai tabloid britannici e dall'italiano Il Messaggero, che rifacendosi a quanto riportato dal Sun, riconduceva la cancellazione dell'esibizione del 23 agosto a dissapori tra Liam e Noel in seguito ad alcune dichiarazioni rese da Liam ai quotidiani inglesi e definiva il concerto di Milano del successivo 30 agosto il probabile ultimo concerto della band prima dello scioglimento.
Il 28 agosto, a tre date dalla conclusione del tour, l'esibizione degli Oasis al festival Rock en Seine di Parigi fu annullata dopo un violento litigio tra i fratelli Gallagher, culminato con due chitarre sfasciate. In seguito all'accaduto Noel Gallagher annunciò con un comunicato il proprio abbandono ufficiale alla band con queste parole:
(Noel Gallagher)
Nel settembre 2009 gli Oasis entrarono per la seconda volta nel Guinness dei primati per aver piazzato 22 successive hit nella top 10 del Regno Unito. Il primo ingresso della band nel libro dei record risale a quattro anni prima, grazie alle 765 settimane trascorse nella top 75 di singoli e album dal 1995 al 2005.
Cinque mesi più tardi furono premiati per la sesta volta ai BRIT Awards per (What's the Story) Morning Glory?, votato «miglior album britannico degli ultimi trent'anni».

### Dopo lo scioglimento (2009-2024)

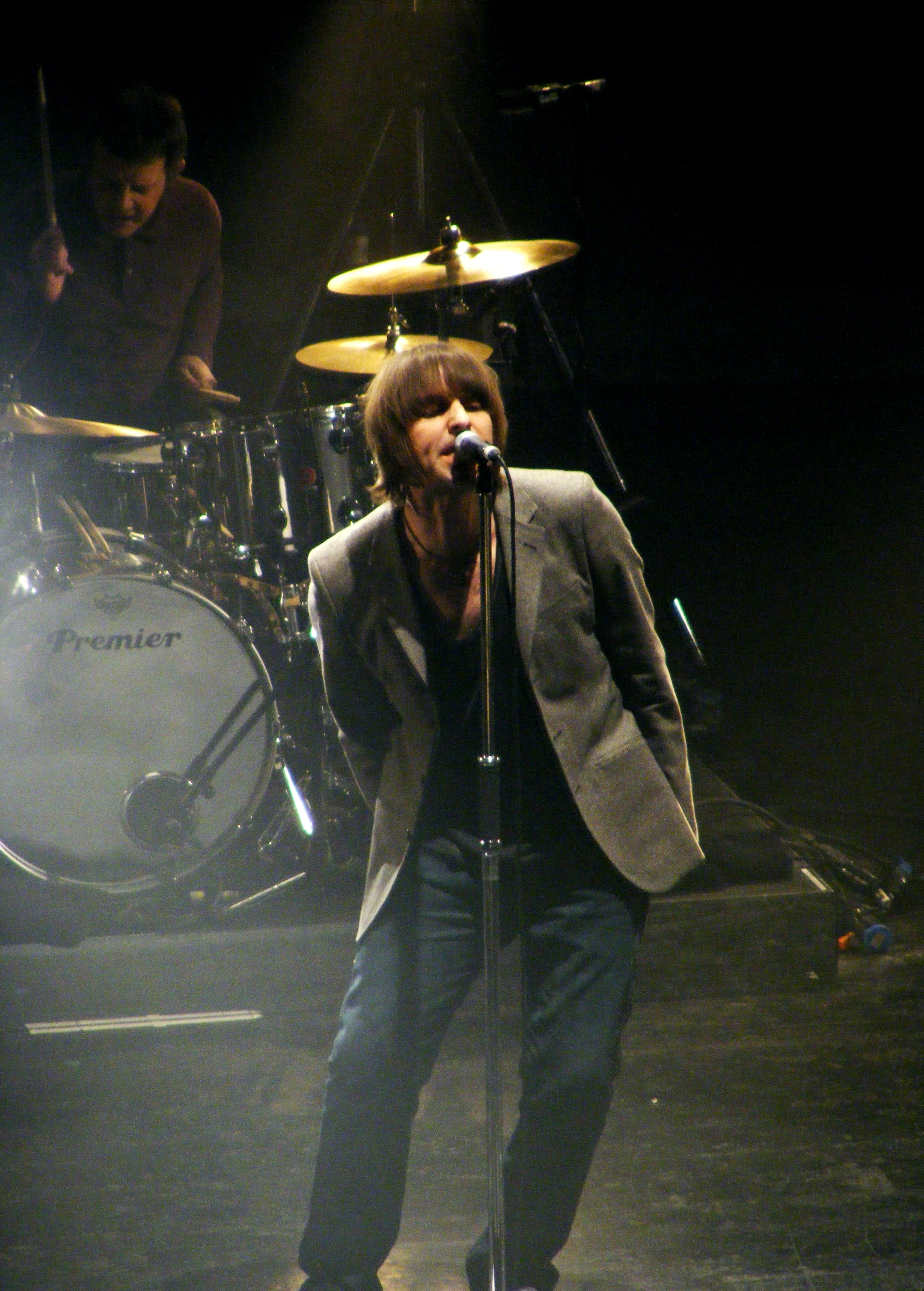
Liam Gallagher in concerto con i Beady Eye nel marzo 2011

Nell'ottobre 2009, in un'intervista al Times, Liam Gallagher dichiarò: «Gli Oasis non esistono più, penso lo abbiamo capito tutti. È finita». Il cantante alluse poi alla probabile carriera da solista del fratello. Ai primi di dicembre rivelò di aver già composto alcune canzoni con Gem Archer, Andy Bell (tornato a suonare la chitarra), Chris Sharrock, Jay Darlington e un nuovo bassista, con i quali si riunì in studio di registrazione a gennaio 2010. Non escluse l'eventualità di proseguire con il nome Oasis, anche se l'idea non si concretizzò. Alla fine di marzo Liam riferì che per il nuovo disco, la cui uscita era in programma per l'estate del 2011, la band si era ispirata ai T. Rex e a David Bowie, forgiando un mix di psichedelia e rock and roll. Della nuova formazione entrò a far parte anche il giovane bassista Jeff Wootton, come confermato dallo stesso Liam Gallagher in un'intervista successiva. Il 25 maggio 2010 il sito della band rese noto, tramite un comunicato ufficiale accompagnato da una foto della band con il produttore Steve Lillywhite, che il nuovo nome del gruppo era Beady Eye.
Il 14 giugno 2010 fu lanciata sul mercato la raccolta di singoli degli Oasis Time Flies... 1994-2009, che si issò subito in vetta alla classifica britannica degli album.
La querelle tra i fratelli Gallagher proseguì nel luglio 2011, in seguito alle dichiarazioni rilasciate da Noel Gallagher alla presentazione del suo nuovo progetto musicale Noel Gallagher's High Flying Birds all'Electric Cinema di Londra. Noel disse di aver lasciato la band perché «ne avevo abbastanza di Liam» e sostenne che il concerto del 23 agosto 2009 al V Festival era stato annullato non perché Liam aveva la laringite, ma perché Liam era troppo ubriaco per salire sul palco a cantare. Il maggiore dei Gallagher aggiunse: «La goccia che ha fatto traboccare il vaso è stata l'insistenza di Liam nel voler pubblicizzare la sua linea di abbigliamento, la Pretty Green, nel programma del tour degli Oasis, cosa che io non approvavo». Liam Gallagher replicò alle accuse minacciando di adire le vie legali contro Noel, tacciato di «falsità» e invitato a porgere delle scuse ufficiali.
Nel 2014, per la serie Chasing the Sun di Big Brother Recordings, fu annunciata la ristampa dei primi tre album degli Oasis in edizioni rimasterizzate e con contenuti bonus rari ed esclusivi. Il 19 maggio 2014 fu la volta di Definitely Maybe, e il 30 settembre di (What's the Story) Morning Glory?. Nel 2016 fu annunciata la ristampa del terzo album degli Oasis Be Here Now, uscito in edizione rimasterizzata il 7 ottobre dello stesso anno.
Nell'ottobre 2016 fu diffuso nelle sale cinematografiche britanniche un nuovo documentario sugli Oasis, intitolato Oasis: Supersonic. Il film, che include materiale d'archivio inedito e nuove interviste ai fratelli Gallagher, a membri dell'entourage del gruppo e alla madre dei fratelli Gallagher, Peggy, fu pubblicato in DVD e Blu-ray il 31 ottobre 2016 e il 25 febbraio 2017 ha vinto il premio come miglior film musicale agli NME Awards.
Il 29 aprile 2020 Noel Gallagher annunciò l'uscita di Don't Stop..., nuovo singolo degli Oasis, registrazione risalente a vari anni prima, pubblicato a mezzanotte del giorno stesso.
Il 23 settembre 2021 nei cinema del Regno Unito fu diffuso il documentario Oasis Knebworth 1996, diretto da Jake Scott (figlio di Ridley), con i due fratelli Gallagher nelle vesti di produttori esecutivi. Il 19 novembre 2021 il documentario fu pubblicato in DVD/Blu-ray, per l'etichetta Big Brother Recordings, insieme al doppio CD dal titolo Knebworth 1996 e triplo LP in vinile, con la versione digitale dell'album contenente audio in alta definizione. Il DVD fu pubblicato come disco triplo contenente il documentario Oasis Knebworth 1996, ambo le registrazioni delle due serate per intero, con il Blu-ray in formato disco singolo. La pellicola divenne il documentario di maggiore incasso nei cinema del Regno Unito nel 2021, con 634 728 sterline di guadagno in quattro giorni.
Nel maggio 2024, in occasione del trentennale della pubblicazione dell'album d'esordio della band, fu annunciata la ristampa Definitely Maybe (30th Anniversary Deluxe Edition), contenente un disco aggiunto con le demo originariamente registrate ma scartate all'epoca della realizzazione del disco di provenienza.

### La reunion e il tour (2024-presente)
Il 27 agosto 2024, a quindici anni dallo scioglimento, il gruppo annuncia, tramite un comunicato apparso sul proprio sito ufficiale alle 8 del mattino, la reunion della band e un tour di diciassette date negli stadi del Regno Unito e dell'Irlanda, appunto denominato Oasis Live '25.
I primi due concerti dei 41 totali (19 in Europa, 9 in America del Nord, 3 in Asia, 5 in Oceania e 5 in America del Sud) si sono tenuti il 4 e il 5 luglio 2025 presso il Millennium Stadium di Cardiff, con supporto di Cast e da Richard Aschroft, di fronte a 74 000 spettatori a serata.

## Stile musicale e influenze

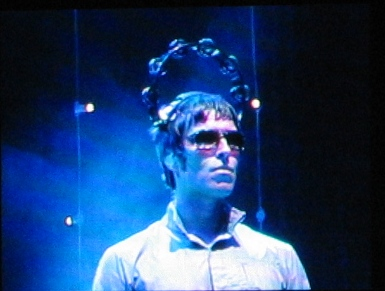
Liam Gallagher con i caratteristici occhiali da sole e tamburello

Gruppo musicale inquadrabile nei filoni del Britpop e, più in generale, del pop rock, gli Oasis sono considerati il gruppo portabandiera dell'indie rock, il "rock indipendente", così detto perché nato e cresciuto in ambiti alternativi (alternative rock) alle grandi multinazionali del disco grazie a etichette come la Creation Records di Alan McGee, marchio di riferimento di quasi tutte le fasi attraversate da Britpop e Brit rock negli anni ottanta e novanta e che con la scoperta e l'ingaggio degli Oasis conobbe l'apice del successo. Nell'ambito del Brit rock impetuosa fu l'ascesa di band che, come gli Oasis, non solo si ispiravano apertamente a tradizioni sonore al cento per cento britanniche, ma che proprio del loro essere britannici facevano un punto di forza. Fu proprio con l'album d'esordio degli Oasis, Definitely Maybe, che il fenomeno del Brit rock dilagò.
Gli Oasis sono stati influenzati soprattutto dai Beatles, influenza che i media britannici si sono spinti a definire "un'ossessione". All'apogeo della loro carriera gli Oasis furono soprannominati perfino i Beatles del Duemila, per aver creato un fenomeno musicale e sociale comparabile, secondo alcuni, soltanto a quello del gruppo di Liverpool, mentre c'è stato chi ha sottolineato l'importanza del gruppo nella storia della musica britannica del Novecento, indicando nei Beatles e negli Oasis due momenti topici:
(Ros Wynne-Jones)
Nel 1997 Noel Gallagher ebbe a dire che John Lennon è il suo vero idolo e che i punti di riferimento della band sono Beatles e Sex Pistols, tanto che per gli Oasis fu coniato, dalla rivista The Face, il nome Sex Beatles. Liam è stato più volte accostato a Johnny Rotten per la vocalità e a Lennon per il modo di vestire. Particolarmente evidente fu l'influenza dei Sex Pistols nel primo lavoro in studio della band, Definitely Maybe, un disco capace di riassumere tutta la guitar music successiva agli anni '50.
Le sonorità della band sono state paragonate anche a quelle dei Rolling Stones, che figurano al secondo posto, dopo i Beatles, tra i cantanti preferiti da Noel. Altre band di riferimento per la band di Manchester sono: Who, Kinks, Smiths, Pink Floyd, U2, Neil Young, Stooges, Doors, La's e Stone Roses. A questi ultimi - prima ancora che ai Beatles - si ispira molto il sound delle cosiddette Lost Tapes, registrazioni di brani risalenti agli esordi degli Oasis.
D'altra parte sono numerose le band che si sono ispirate dichiaratamente agli Oasis: gli Arctic Monkeys, i Coldplay, i Killers, i Coral e i Kasabian, il cui cantante Tom Meighan è amico di Noel. Degli Oasis esiste anche una cover band, i No Way Sis, originari di Glasgow, che nel 1996 riuscirono a piazzare il singolo I'd Like to Teach the World to Sing (In Perfect Harmony), cover dei New Seekers cantata alla maniera degli Oasis, nella top 40 del Regno Unito. A queste band si aggiunge quella giapponese dei Little by Little, che si chiamano così in omaggio all'omonima canzone della band dei fratelli Gallagher.
Alcune influenze più evidenti in alcune composizioni musicali della band hanno indotto alcuni artisti a citare gli Oasis in giudizio. È il caso di Neil Innes, che accusò la band di plagio per la canzone Whatever, a suo dire copiata dalla sua How Sweet to Be an Idiot. Il giudice gli diede ragione, concedendogli i diritti d'autore del testo del brano degli Oasis. Il gruppo di Manchester fu citato in giudizio anche dalla Coca-Cola per aver utilizzato senza permesso il brano I'd Like to Teach the World to Sing (In Perfect Harmony), canzone dei New Seekers nota negli anni settanta come jingle della pubblicità della bevanda. La band fu costretta poi a cambiare il testo del brano. Inoltre, al momento della loro distribuzione, le copie promozionali di (What's the Story) Morning Glory? contenevano in origine un brano intitolato Step Out. Il CD promozionale fu subito ritirato e sostituito con una versione che ometteva la controversa canzone, troppo somigliante a un brano di Stevie Wonder, Uptight (Everything's Alright). Il pezzo poi comparve come lato b di Don't Look Back in Anger e a Wonder furono corrisposte mille sterline e riconosciuta la dizione "Wonder, et. al" nella lista dei parolieri. Il CD promozionale dell'album contenente Step Out è un oggetto ricercato dai collezionisti.

## Formazione

### Attuale
- Liam Gallagher – voce, tamburello (1991-2009; 2024-presente), chitarra acustica (2001–2002; 2007–2008)
- Noel Gallagher – chitarra solista, voce (1991–2009; 2024–presente), chitarra ritmica (1991; 1999–2009; 2024–presente), tastiere (1993–2009), basso (1993–1994, 1995, 1999)
- Paul "Bonehead" Arthurs – chitarra ritmica (1991-1999; 2025-presente), tastiere (1994–1997), basso (1995)
- Gem Archer – chitarra ritmica e solista (1999-2009; 2025-presente), cori (2002–2003), tastiere (2002–2005), armonica (2005–2009)
- Andy Bell - basso (1999-2009; 2025-presente), chitarra ritmica (2003–2009), tastiere (2007–2009)
- Joey Waronker - batteria (2025-presente)

### Ex componenti
- Paul "Guigsy" McGuigan – basso (1991-1995; 1995-1999)
- Tony McCarroll – batteria (1991-1995)
- Alan White – batteria, percussioni (1995-2004)

### Turnisti
- Christian Madden - tastiere (2025-presente)
- Jessica Greenfield - cori (2025-presente)
- Alastair White - trombone (2025-presente)
- Steve Hamilton - sassofono (2025-presente)
- Joe Auckland - tromba (2025-presente)

### Ex turnisti
- Scott McLeod – basso (1995)
- Mike Rowe – tastiere (1997-2000; 2001)
- Zeb Jameson – tastiere (2000-2001)
- Matt Deighton – chitarra ritmica (2000)
- Steve White - batteria (2001)
- Jay Darlington – tastiere (2002-2009)
- Zak Starkey – batteria, percussioni (2004-2008)
- Chris Sharrock – batteria, percussioni (2008-2009)

## Discografia

### Album in studio
- 1994 – Definitely Maybe
- 1995 – (What's the Story) Morning Glory?
- 1997 – Be Here Now
- 2000 – Standing on the Shoulder of Giants
- 2002 – Heathen Chemistry
- 2005 – Don't Believe the Truth
- 2008 – Dig Out Your Soul

### Album dal vivo
- 2000 – Familiar to Millions
- 2021 –  Knebworth 1996

### Raccolte
- 1998 – The Masterplan
- 2006 – Stop the Clocks
- 2010 – Time Flies... 1994-2009

## Videografia
Nella loro carriera gli Oasis hanno prodotto 36 videoclip musicali per promuovere i singoli estratti dai vari album.
Tra le pellicole del 1994 una menzione particolare va riservata a Supersonic e Live Forever, per ciascuno dei quali furono prodotti due versioni del video, una per il mercato britannico e una per il mercato statunitense. Anche il singolo Whatever, pubblicato nel dicembre 1994, fu accompagnato da un video nonostante non fosse stato estratto da alcun album.
Il video di Some Might Say, pubblicato nel 1995, è singolare perché consta di spezzoni tratti dai video di Cigarettes & Alcohol e dalla versione statunitense del video di Supersonic.
Nel 1998 Acquiesce, già nota come lato b del singolo Some Might Say, fu trasmessa dalle radio statunitensi per promuovere l'imminente pubblicazione della raccolta di lati b The Masterplan. Del brano furono prodotti due videoclip: il primo comprendeva immagini tratte dall'esibizione dal vivo al G-Mex Centre di Manchester, il 14 dicembre 1997; il secondo, girato nel settembre 2006, è interpretato da una band composta da sosia giapponesi degli Oasis. È del settembre 2006 anche il video della canzone The Masterplan, messo sul mercato per promuovere il greatest hits Stop the Clocks. Il videoclip, ispirato ai quadri di LS Lowry, pittore britannico che negli anni cinquanta dipinse la Manchester industriale, è simile a un cartone animato: protagonisti sono riproduzioni stilizzate dei membri della band.
Risale al 2007 Lord Don't Slow Me Down, singolo edito nel solo formato per il download digitale. Il videoclip del brano è costituito da una selezione di immagini tratte dall'omonimo DVD.

## Tournée
- 1994/95 – Definitely Maybe Tour
- 1995/96 – (What's the Story) Morning Glory? Tour
- 1997/98 – Be Here Now Tour
- 2000 – Standing on the Shoulder of Giants Tour
- 2001 – The Tour of Brotherly Love
- 2002 – Heathen Chemistry Tour
- 2005/06 – Don't Believe the Truth Tour
- 2008/09 – Dig Out Your Soul Tour
- 2025 – Oasis Live '25

## Premi
Oltre ai numerosi premi, gli Oasis vantano alcuni primati legati agli NME Awards, conquistati per 15 volte.
Nel 1995 quella dei fratelli Gallagher divenne la prima band dell'epoca moderna a vincere tre premi e nel 1996 migliorò il record, diventando la prima band dell'epoca moderna a ricevere quattro riconoscimenti: Best Band, Best Live band, Best Album per (What's the Story) Morning Glory? e Best Single per Wonderwall. Nel 2004 furono vincitori del premio Best DVD, appena istituito, mentre nel 2009 sono stati nominati in sette categorie, un record.

## Nella cultura di massa

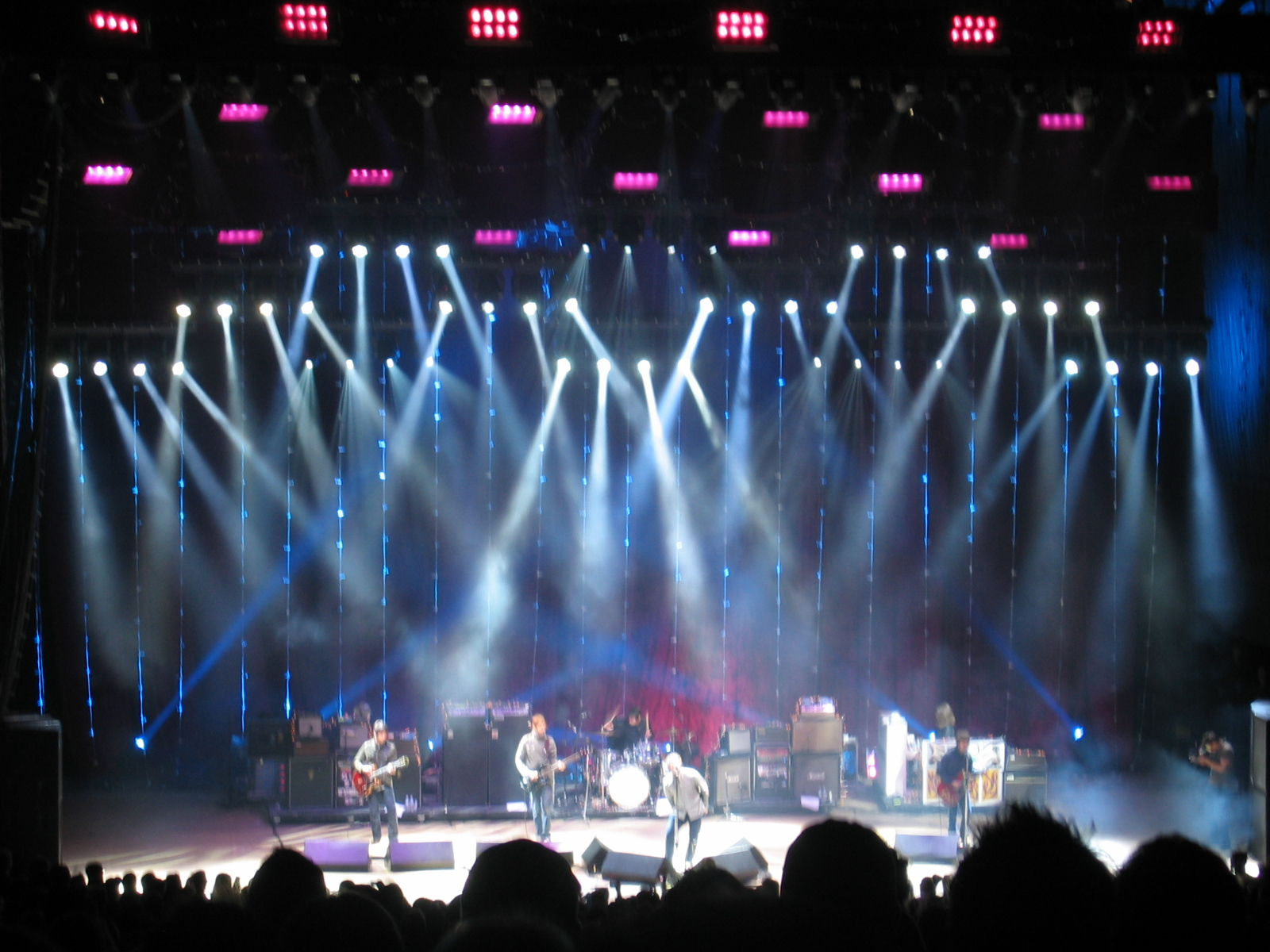
Gli Oasis in concerto a Mountain View nel 2005

Dalla band degli Oasis è stato tratto spunto per ideare la band fittizia dei DriveShaft, presente nella serie televisiva americana Lost. Vi è, infatti, anche in questo caso una coppia di fratelli, composta da Charlie Pace, bassista e chitarrista della band, uno dei personaggi principali della serie, e dal cantante Liam Pace, il cui nome richiama appunto quello di Gallagher. Entrambe le band si sono formate a Manchester e sono caratterizzate da dissidi tra i membri, causati da abusi di alcol e droga.
Dagli Oasis è stato preso spunto anche per i personaggi della serie tv Shameless, infatti la famiglia protagonista vive in periferia e di cognome si chiama Gallagher, il figlio più piccolo esattamente Liam Gallagher.

### In inglese
- Tim Abbot, Oasis Definitely, Fireside, 1997, ISBN 0-684-83746-3.
- Richard Bowes, Some Might Say. The Definitive Story of Oasis, This Day in Music, 2020, ISBN 978-1-9162582-5-9.
- Paul Gallagher e Terry Christian, Brothers, from Childhood to Oasis. The Real Story, Virgin Books, 1996, ISBN 1-85227-671-1.
- Simon Halfon e Juha Ahokas (translator), Oasis. Supersonic: The Complete, Authorised and Unabridged Interviews, Headline, 2021, ISBN 9781472285447.
- John Harris, Britpop!: Cool Britannia and the Spectacular Demise of English Rock, Da Capo Press, 2004, ISBN 0-306-81367-X.
- Lee Henshaw, Oasis: Revealed, Parragon Publishing, 1996, ISBN 0-7525-1859-3.
- Paolo Hewitt, Forever the People: Six Months on the Road with Oasis, Boxtree, 1999, ISBN 0-7522-2448-4.
- Chris Hutton e Richard Kurt, Don't Look Back in Anger: Growing Up with Oasis, Pocket Books 2, 1998, ISBN 0-671-01567-2.
- Michael Krugman, Oasis: Supersonic Supernova, St. Martin's Griffin, 1997, ISBN 0-312-15376-7.
- Paol Lester, Oasis: The Illustrated Story, Hamlyn, 1997, ISBN 0-600-59414-9.
- Eugene Masterson, The Word on the Streets: The Unsanctioned Story of Oasis, Mainstream Publishing, 1997, ISBN 1-85158-890-6.
- Tony McCarroll, Oasis the Truth: My Life as Oasis Drummer, John Blake, 2010, ISBN 978-1-84358-499-5.
- Mick Middles, Oasis: Round Their Way, Independent Music Press, 1996, ISBN 1-897783-10-8.
- Paul Moody, Oasis: Lost Inside, UFO Music, 1996, ISBN 1-873884-50-8.
- Harry Shaw, Oasis "Talking" (In Their Own Words), Omnibus Press, 2002, ISBN 0-7119-9200-2.
- Paul Slattery, Oasis: A Year on the Road, Music Sales, 2008, ISBN 1-84772-565-1.
- Jemma Wheeler, Oasis: How Does It Feel?, UFO Music, 1995, ISBN 1-873884-35-4.
- Susan Wilson, Oasis: A Year in the Life, UFO Music, 1997, ISBN 1-873884-76-1.

### In italiano
- Luca Bonanni, Oasis... «come sentirsi vivi negli anni '90», Lo Vecchio, 2005, ISBN 88-7333-128-9.
- Nando Cruz, Oasis, Logos, 1997, ISBN 88-7940-035-5.
- Simon Halfon, Juha Ahokas (translator) e Riccardo Vianello (traduttore), Oasis. Supersonic. L'autobiografia, Baldini e Castoldi, 2022.
- Paolo Hewitt, Oasis. Fuori di testa!, Tarab, 1997, ISBN 88-86675-20-8.
- Paul Mathur, Oasis - I più grandi - La biografia ufficiale, Giunti, 1997, ISBN 88-09-21149-9.
- Ian Robertson, Oasis: What's the Story?, Mondadori, 1997, ISBN 88-04-45944-1.
- Gabriele Sacchi, Oasis - Frammenti rock, Arcana, 1996, ISBN 88-7966-085-3.
- Hamilton Santià, Oasis. Be Myself. Testi commentati, Arcana, 2011, ISBN 978-88-6231-175-5.
- Antonio Vivaldi, Oasis. Beat per gli anni '90, Giunti, 1996, ISBN 88-09-20847-1.